# Seidelia triandra
Seidelia triandra är en törelväxtart som först beskrevs av Ernst Meyer, och fick sitt nu gällande namn av Ferdinand Albin Pax. Seidelia triandra ingår i släktet Seidelia och familjen törelväxter. Inga underarter finns listade i Catalogue of Life.